# 长嘴鸟属 (甘肃鸟科)
长嘴鸟（学名：Changzuiornis）是今鸟型类已灭绝的一个属，生存于早白垩世的中国。属下包括单一物种安地博长嘴鸟（C. ahgmi）。

## 发现与命名
辽宁省凌源市四合当镇附近挖出一具鸟类骨骼，并由安徽古生物博物馆所得。2016年，模式种安地博长嘴鸟（Changzuiornis ahgmi）由黄建东、王霞、胡远超、刘佳、詹妮弗·佩特亚（Jennifer A. Peteya）、朱莉娅·克拉克（Julia A. Clarke）等人命名并描述。属名组合中文“长嘴”的汉语拼音及意为“鸟”希腊语单词ὄρνις（ornis）组成，指该属有细长的喙嘴。种小名为安徽省地质博物馆（Anhui Geological Museum）的英文首字母缩写。
正模标本AGB5840发现于九佛堂组阿普第阶的一层，由一副压印在石板上的骨骼组成，骨骼关节连接、近乎完整且含有颅骨。标本上保存了羽毛残骸和胃石，代表一具成年个体。

## 描述
长嘴鸟喙长达到整个颅骨长度的68%。

## 分类
长嘴鸟被归入扇尾类。描述者提出长嘴鸟与同一地层的觉华鸟可能为同一个属，这种情况下后者具有优先权。